# Chikao Ōtsuka
Chikao Ōtsuka (大塚 周夫, Ōtsuka Chikao, Tóquio, 5 de julho de 1929 – 15 de janeiro de 2015), romanizado Chikao Ohtsuka) foi um dublador japonês de Tokyo representado pela Aoni Production. Foi o pai de Akio Ōtsuka, também dublador, e eventualmente eles atuavam juntos (incluindo Black Jack 21, Mobile Suit Gundam 0083 Stardust Memory, Full Metal Panic!, e Metal Gear Solid 4: Guns of the Patriots). Ele foi o dublador oficial do ator Charles Bronson e Richard Widmark.
Ele era muito conhecido pelo papel de Capitão Gancho em Peter Pan no Bōken, Dick Vigarista em Corrida Maluca e Dastardly and Muttley in Their Flying Machines, Goemon Ishikawa em Lupin III, Nezumi-Otoko em Gegege no Kitaro, Yamada em Nintama Rantarō, Professor Moriarty em Meitantei Hōmuzu, Gol D. Roger em One Piece, Master Xehanort em Kingdom Hearts, Doctor Weil em Mega Man Zero, Tao Pai Pai em Dragon Ball, Doctor Eggman em Sonic the Hedgehog e Wario em comerciais.
Faleceu em 15/01/2015, aos 85 anos, devido a uma isquemia cardíaca.

## Animes
- Akakage (Kōga)
- Area 88 (Avô McCoy)
- Astro Boy (Presidente Hirā, Nūbō)
- Ayakashi (Yoshiyuki Sakai)
- Babel II (Yomi)
- Beyblade (Ryūnosuke Kinomiya)
- Cowboy Bebop (Doctor Rondesu)
- Digimon Adventure (Piedmon, Apocalymon)
- Dragon Ball (Tao Pai Pai)
- Dragon Ball Z (Tao Pai Pai)
- Dragon Ball GT (Tao Pai Pai)
- El Cazador de la Bruja (Enrike)
- Full Metal Panic!: The Second Raid (Lord Mallory)
- The Galaxy Railways (Arvent)
- Gegege no Kitaro, e Hakaba Kitaro (Nezumi-Otoko)
- Gokusen (Yakuza Boss Ryūichirō Kuroda)
- Hellsing (Arthur Hellsing) (10º episodio)
- Kamikaze Kaito Jeanne (Chefe Mikuri)
- Kindaichi Case Files (Keitarō Kiyomasa)
- King Arthur: Prince on White Horse (Bossman)
- The Law of Ueki (Ogre)
- Les Misérables: Shōjo Cosette (Bishop Myriel)
- Lupin III (Goemon Ishikawa XIII)
- Master Keaton (André Semōnofu)
- Mobile Suit Gundam 00 (Aeolia Schenberg)
- Monster (manga) (Mihairu Iwanovich Petrov)
- Moomin (1990) (Stinky)
- Najica Blitz Tactics (Ricardo Caidell)
- Nintama Rantarō (Denzō Yamada)
- Nurarihyon no Mago (Nurarihyon)
- One Piece (Gol D. Roger)[1]
- Peter Pan no Bōken (Captão Gancho)[1]
- Rumic Theater (Dōmoto)
- Meitantei Hōmuzu (Professor Moriarty)
- Slayers Revolution (Capitão Pirata)
- Sonic X (Doctor Eggman, Gerald Robotnik)[1]
- Spider Riders (Braid)
- Tomorrow's Joe (Gondō Goromaki)
- Tsubasa: Reservoir Chronicle (Tanbaru)[1]
- Vandread (Jin)
- Wolf's Rain (Shopkeeper)
- Yu-Gi-Oh! (Produção da Toei) (LeDolly Sheldon)

## OVA
- Armored Trooper Votoms (Yoran Pailsen)
- Black Jack (OAV) (Crossword)
- Hellsing (Abraham Van Helsing)[2]
- JoJo's Bizarre Adventure (Joseph Joestar)[1]
- Mobile Suit Gundam 0083: Stardust Memory (Eiphar Synapse)
- Ruin Explorers (Galf)
- Ushio and Tora (Tora)[1]

## Theater animation
- Arion (Hades)
- Bonobono (pai de Araiguma-kun)
- Dragon Ball: Mystical Adventure (Tao Pai Pai)
- Little Nemo: Adventures in Slumberland (Flip dublado por Mickey Rooney na versão em inglês
- Transformers: Revenge of the Fallen Digital Graphic Novel (Jetfire)

## Video games
- BS Super Mario USA Power Challenge (King)
- Bushido Blade (Utsusemi)
- Dragon Ball Z: Budokai Tenkaichi  (Tao Pai Pai)
- Excitebike: Bun Bun Mario Battle Stadium (Wario)
- Final Fantasy XII (Doctor Cidolfus Demen Bunansa)
- Kingdom Hearts (Captão Gancho)
- Kingdom Hearts Birth by Sleep (Master Xehanort)
- Kingdom Hearts: Chain of Memories (Captão Gancho)
- Kingdom Hearts Re: Chain of Memories (Captão Gancho)
- Lost Odyssey (King Gohtza)
- Mega Man Zero 4 (Doctor Weil)
- Metal Gear Solid 4: Guns of the Patriots (Big Boss)
- No More Heroes: Heroes' Paradise (Dr. Peace)
- Shining Force EXA (Gantetsu)
- Sonic the Hedgehog series (Doctor Eggman, Gerald Robotnik)
- Tech Romancer (Goldibus)
- Tekken 5 (Jinpachi Mishima, Scientist in Ling Xiaoyu's Ending)
- Tekken 5: Dark Resurrection (Jinpachi Mishima, Scientist in Ling Xiaoyu's Ending)
- Tenchu: Wrath of Heaven (Tenrai)
- Xenosaga Episode II: Jenseits von Gut und Böse (Pope Sergius XVII)

## Dubbing roles
- Charles Bronson
- Richard Widmark
- The Addams Family (TV series) (Lurch (Ted Cassidy)
- Addams Family Reunion (Lurch (Carel Struycken)
- The Adventures of Ichabod and Mr. Toad (Winkie (Oliver Wallace)
- Alice in Wonderland (1951 film) (TBS edition) (The Cheshire Cat (Sterling Holloway)
- ALF (Trevor Ochmonek (John LaMotta))
- Barnyard (film) (Mrs. Beady (Maria Bamford)
- Batman (TV series) (Pinguim (Burgess Meredith))
- Batman (1989 film) (TV Asahi edition) (Carl Grissom (Jack Palance))
- The Black Cauldron (film) (The Creeper Phil Fondacaro)
- Blade films (Abraham Whistler (Kris Kristofferson))
- The Blob (Dr. Christopher Meddows (Joe Seneca))
- Children of Men (Jasper Palmer (Michael Caine))
- A Christmas Carol (Ebeneezer Scrooge (Patrick Stewart))
- Contact (S. R. Hadden (John Hurt))
- Dick Vigarista e Muttley em suas máquinas voadoras (Dick Dastardly (Paul Winchell)
- The Dark Crystal (skekUng the Garthim-Master/General and later the new Emperor (Michael Kilgarriff) (puppeteered by (Dave Goelz))
- A Queda (Adolf Hitler (Bruno Ganz))
- The Fox and the Hound (Amos Slade (Jack Albertson))
- The Fox and the Hound 2 (Amos Slade)
- From Dusk till Dawn (Jacob Fuller (Harvey Keitel))
- The Good, the Bad and the Ugly (Tuco (Eli Wallach))
- The Great Mouse Detective (Fidget (Candy Candido))
- Look at Me (film) (Étienne Cassard (Jean-Pierre Bacri))
- Kolchak: The Night Stalker (Carl Kolchak (Darren McGavin))
- Mulan (Fa Zhou (Soon-Tek Oh))
- Mulan II (Fa Zhou (Soon-Tek Oh))
- The Mummy (1999 film) (Dr. Allan Chamberlain (Jonathan Hyde))
- Peter Pan (1953 film) (Captão Gancho (Hans Conried))
- The Pink Panther (1963) (Inspetor Clouseau (Peter Sellers))
- Pinocchio (1940 film) (Stromboli (Charles Judels))
- The Quiet American (2002 film) (Thomas Fowler (Michael Caine))
- Secondhand Lions (TV edition) (Hub (Robert Duvall))
- A Shot in the Dark (Inspetor Clouseau (Peter Sellers))
- Space Cowboys (Tank Sullivan (James Garner))
- The Spy Who Loved Me (film) (TBS Version 2) (Karl Stromberg (Curd Jürgens)
- The Texas Chainsaw Massacre (Sheriff Hoyt (R. Lee Ermey))
- The Texas Chainsaw Massacre: The Beginning (Sheriff Hoyt (R. Lee Ermey))
- Toy Story(Hamm (John Ratzenberger))
- Wacky Races (Dick Vigarista (Paul Winchell))
- Yellow Submarine (Chief Blue Meanie (Paul Angelis))

## Comerciais
- Coca-Cola Oolong (Narration)
- Hitachi, Ltd. Fax
- Nippon Telegraph and Telephone
- Sony Ericsson SO702i mobile phone (Narration)
- Super Mario Land 2: 6 Golden Coins (Wario)
- Wario: Master of Disguise (Wario)
- Wario Land: Super Mario Land 3 (Wario)
- Wario Land 3 (Wario)
- Wario Land 4 (Wario)
- Wario World (Wario)